# Lier (Belgio)
Lier /liːr/ (in francese Lierre /ljɛʁ/) è una città belga di circa 33 000 abitanti, situata nelle Fiandre (provincia di Anversa), alla confluenza di due rami del fiume Nete.

## Turismo

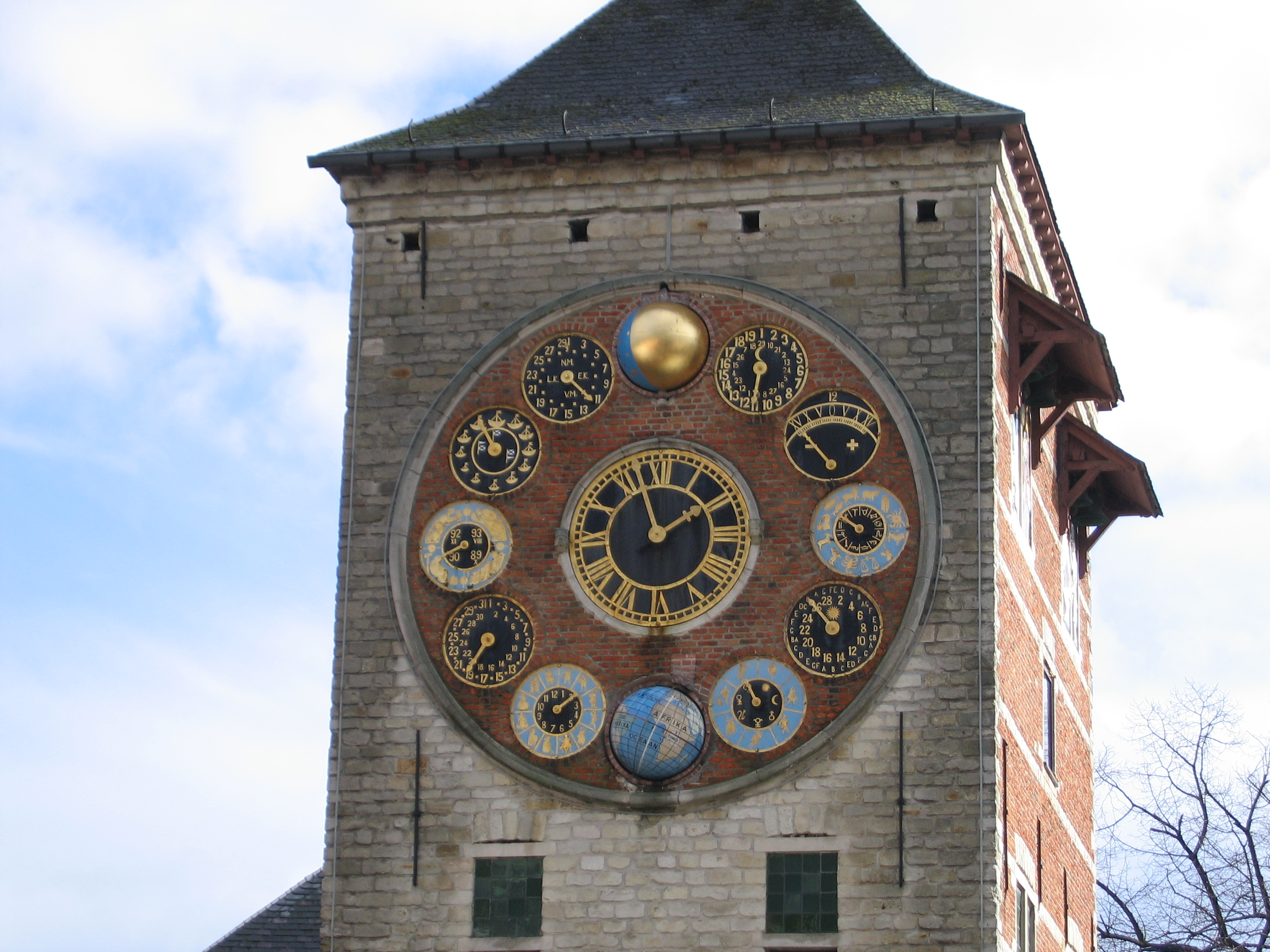
L'orologio astronomico

Lier è una cittadina che presenta diversi aspetti turistici rilevanti, tra cui: 
- La chiesa gotico-fiammeggiante di Sint Gommarus, che conserva numerose opere d'arte;
- Il Beghinaggio, ovvero il quartiere chiuso tipico delle Fiandre dove vivevano le beghine;
- Il Museum Wuyts van Campen en Baron Caroly, con arredi del XVIII secolo e opere di Nicolas Poussin, Claude Lorrain, Jan Steen ed Antoon van Dyck;
- La Grote-Markt, ossia la piazza principale di Lier, con lo Stadhuis e il grande Beffroi patrimonio dell'UNESCO.
- La Zimmertoren: la torre che ospita l'orologio astronomico realizzato dall'orologiaio e astronomo Zimmer (nativo di Lier). Oggi è il vero simbolo della cittadina.
- Lier è inoltre famosa per le produzioni tradizionali di pizzi, merletti e di strumenti musicali in metallo.

## Sport

### Calcio
La squadra principale della città è il Koninklijke Lierse Sportkring.

## Suddivisioni
Il comune è costituito dai seguenti distretti:
- Lier
- Koningshooikt